# Dug Dug's
Dug Dug's es un álbum debut de la banda mexicana de rock psicodélico Los Dug Dug's. Publicado en 1971, su sonido se fundamentó en la psicodelia y ciertas tendencias pop, además de ser cantado íntegramente en inglés.

## Lista de temas[2]
Lado 1
1. "Lost in My World (Perdido en mi mundo)"
2. "Without Thinking (Sin pensarlo)"
3. "Eclipse"
4. "Sometimes (Algunas veces)"
5. "Let's Make It Now (Hagámoslo ahora)"

Lado 2
1. "World of Love (Mundo de amor)"
2. "I Got the Feeling (Tengo el sentimiento)"
3. "It's Over (Se acabó)"
4. "Going Home (Yendo a casa)"
5. "Who Would Look At Me? (¿Quién me mirará?)"

Los primeros ejemplares, incluyeron el sencillo "Stupid People" b/w "Joy to People", mismo cuyas canciones fueron regrabadas para el álbum "El loco" (1975). Las versiones originales, por su parte, integraron el recopilado de 1985: "15 éxitos de los Dug Dug's".

## Músicos
- Armando Nava: guitarra
- Jorge Luján: voz y guitarra
- Jorge de la Torre: voz
- Sergio Orrante: batería
- Moisés Muñoz: bajo